# یومه میاموتو
یومه میاموتو (انگلیسی: Yume Miyamoto؛ زادهٔ ۲۲ ژانویهٔ ۱۹۹۷) بازیگر، صداپیشه، و بازیگر خردسال اهل ژاپن است.